# Nationalliga A (Eishockey) 1953/54
Die Saison 1953/54 war die 16. reguläre Austragung der Nationalliga A, der höchsten Schweizer Spielklasse im Eishockey. Zum vierten Mal in seiner Vereinsgeschichte wurde der EHC Arosa Schweizer Meister, während der Lausanne HC in die NLB abstieg.

## Modus
Wie im Vorjahr wurde die Liga in einer gemeinsamen Hauptrunde ausgetragen. Jede der acht Mannschaften spielte in Hin- und Rückspiel gegen jeden Gruppengegner, wodurch die Gesamtanzahl der Spiele pro Mannschaft 14 betrug. Der Tabellenerste wurde Schweizer Meister, während der Tabellenletzte gegen den besten Zweitligisten in der Relegation um den Klassenerhalt antreten musste. Für einen Sieg erhielt jede Mannschaft zwei Punkte, bei einem Unentschieden einen Punkt. Bei einer Niederlage erhielt man keine Punkte.

## Hauptrunde

### Abschlusstabelle
| Pl. | Team                      | Sp. | S  | U | N  | Tore   | Pkt. |
| --- | ------------------------- | --- | -- | - | -- | ------ | ---- |
| 1.  | EHC Arosa                 | 14  | 12 | 2 | 0  | 115:49 | 26   |
| 2.  | Young Sprinters Neuchâtel | 14  | 9  | 2 | 3  | 78:50  | 20   |
| 3.  | SC Bern                   | 14  | 7  | 0 | 7  | 72:56  | 14   |
| 4.  | Grasshopper-Club          | 14  | 6  | 2 | 6  | 77:76  | 14   |
| 5.  | Zürcher SC                | 14  | 6  | 1 | 7  | 75:82  | 13   |
| 6.  | HC Ambrì-Piotta           | 14  | 6  | 0 | 8  | 70:77  | 12   |
| 7.  | HC Davos                  | 14  | 5  | 1 | 8  | 79:91  | 11   |
| 8.  | Lausanne HC               | 14  | 1  | 0 | 13 | 44:129 | 2    |

## Relegation
- Lausanne HC – EHC St. Moritz 4:9

Der Lausanne HC, der in der Hauptrunde nur eines seiner 14 Spiele gewinnen konnte und dabei eine Tordifferenz von −85 aufwies, traf auf den besten Zweitligisten EHC St. Moritz und unterlag diesem deutlich mit 4:9, wodurch der Lausanne HC in die NLB abstieg und der EHC St. Moritz dessen Platz in der NLA einnahm.